# Дыганов, Степан Петрович
Степа́н Петро́вич Дыга́нов (9 ноября 1912, Большие Ключи, Кукморская волость, Казанский уезд, Казанская губерния, Российская империя — 9 мая 2001, Москва, Россия) — советский партийный и государственный деятель. Секретарь Ивановского обкома КПСС (1955—1961). Первый заместитель, заместитель Председателя Совета Министров Мордовской АССР (1961—1970).

## Биография
Родился 9 ноября 1912 года в селе Большие Ключи ныне Зеленодольского района Республики Татарстан в крестьянской семье.
В 1936 году окончил Казанский зооветеринарный институт.
С 1937 года — сотрудник Наркомата земледелия Марийской АССР: работал в Звениговском, Сернурском, Моркинском районах. В 1942—1946 годах — в Марийском обкоме ВКП(б): заместитель заведующего и заведующий отделом сельского хозяйства, заместитель секретаря по животноводству.
В 1949 году окончил Высшую партийную школу при ЦК ВКП(б).
В 1949—1955 годах — инструктор ЦК партии.
В  1955—1961 годах — секретарь Ивановского обкома КПСС.
В 1961—1970 годах был первым заместителем, заместителем Председателя Мордовского Совета Министров.
В 1970 году переведён в Москву: заместитель начальника инспекции в Министерстве сельского хозяйства РСФСР.
Награждён орденами Трудового Красного Знамени, Знак Почёта», Красной Звезды и медалями.
Скончался 9 мая 2001 года в Москве.

## Награды
- Орден Трудового Красного Знамени (1976)[1]
- Орден «Знак Почёта» (1966)[1]
- Орден Красной Звезды (1946)[1]
- Медаль «За доблестный труд. В ознаменование 100-летия со дня рождения Владимира Ильича Ленина» (1970)[1]